# بلیندا کانون
بلیندا کانون (به فرانسوی: Belinda Cannone) رمان‌نویس و مقاله‌نویس قرن بیستم میلادی اهل فرانسه است.